# Ibrahim Butajjib
Mulaj Ibrahim Butajjib, Moulay Brahim Boutayeb (arab. مولاي ابراهيم بوطيب, ur. 15 sierpnia 1967 w Khemisset) – marokański lekkoatleta długodystansowiec, mistrz olimpijski.
Odpadł w eliminacjach biegu na 5000 metrów na mistrzostwach świata w 1987 w Rzymie. Zdobył srebrne medale na tym dystansie oraz biegu na 10 000 metrów na igrzyskach śródziemnomorskich w 1987 w Latakii. Zwyciężył w obu tych konkurencjach na mistrzostwach Afryki w 1988 w Annabie.
Podczas igrzysk olimpijskich w 1988 w Seulu został niespodziewanym zwycięzcą biegu na 10 000 metrów. Bieg został poprowadzony w bardzo szybkim tempie przez Kenijczyków Kipkemboi Kimeli i Mosesa Tanui. W połowie dystansu Butajjib objął prowadzenie, którego nie oddał do mety. Jego wynik 27:21,46 był czwartym wynikiem w historii i rekordem olimpijskim.
Po igrzyskach Butajjib koncentrował się na krótszych dystansach od 1500 metrów do 5000 metrów, jednak zwyciężył w biegu na 10 000 metrów przed swym rodakiem Hammu Butajjibem na igrzyskach frankofońskich w 1989 w Casablance. Na mistrzostwach świata w 1991 w Tokio zdobył brązowy medal w biegu na 5000 metrów, przegrywając jedynie z Yobesem Ondiekim z Kenii i Fitą Bayisą z Etiopii. Zwyciężył na tym dystansie na igrzyskach śródziemnomorskich w 1991 w Atenach. Na igrzyskach olimpijskich w 1992 w Barcelonie Butajjib zajął 4. miejsce na 5000 metrów tylko 0,75 sekundy za zwycięzcą Dieterem Baumannem.
Po odpadnięciu w przedbiegach na 5000 metrów na mistrzostwach świata w 1993 w Stuttgarcie zaprzestał wyczynowego uprawiania lekkiej atletyki i został kierowcą rajdowym.